# Liquiditeitsval
Er is sprake van een liquiditeitsval als een toename van de maatschappelijke geldhoeveelheid terechtkomt in inactieve kassen.
In een recessie hebben de consumenten minder vertrouwen en daarom gaan zij meer sparen. Hierdoor loopt de vraag terug. De overheid heeft een aantal middelen om de bestedingen weer te stimuleren, zoals extra investeren of de belasting verlagen. Een belastingverlaging zal zijn effect verliezen door de liquiditeitsval. 
De liquiditeitsval houdt in dat mensen het extra geld dat zij ontvangen als contanten aanhouden. De belastingverlaging leidt dan niet tot extra uitgaven, maar de schulden van de overheid lopen wel op, met alle gevolgen van dien.
De Amerikaanse professor Paul Krugman is voorstander van het verhogen van de verwachte inflatie op het moment dat er sprake is van een liquiditeitsval. De reden hiervoor is dat inflatie het minder aantrekkelijk maakt om te sparen. 
In de huidige situatie met lage rentes kan een hoge inflatie leiden tot een negatieve reële rente. Dit houdt in dat de inflatie hoger is dan dat de rente is gestegen. Omdat de prijzen harder zijn gestegen dan het spaargeld is gegroeid, is de koopkracht van het spaargeld minder geworden. Hierdoor zullen mensen er eerder voor kiezen om hun geld uit te gaan geven. Op deze manier is er een uitweg uit de liquiditeitsval.
In tijden van recessie gaan er altijd stemmen op om de belasting te verlagen. Het voordeel daarvan is dat het, als het werkt, ook erg snel werkt, veel sneller dan de economie stimuleren door extra wegen aan te leggen. Toch werken fiscale prikkels - door het bestaan van de liquiditeitsval - niet altijd.